# チュール

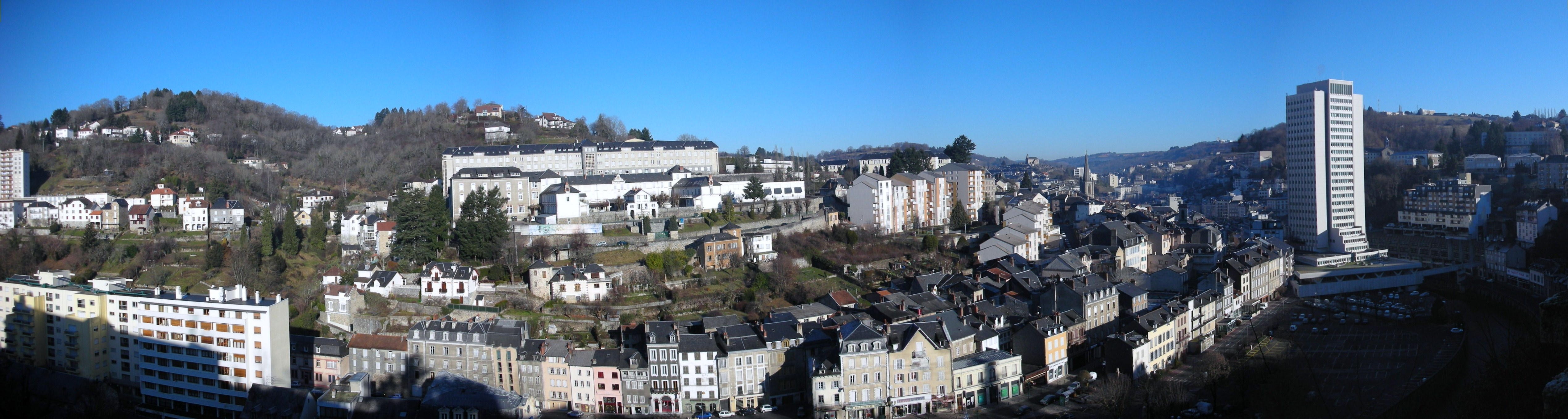
チュールのパノラマ

チュール (Tulle [tyl] ( 音声ファイル)) は、フランス中央部ヌーヴェル＝アキテーヌ地域圏コレーズ県のコミューンで県庁所在地である。
レース編みの一種チュール・レース（チュール布）の名はこの街に由来する。

## 姉妹都市
- ショルンドルフ （ドイツ）
- エレンテリア（スペイン）
- ベリー（イギリス）
- ロウザダ（ポルトガル）
- スモレンスク（ロシア）

## 出身者
- エリック・ロメール - 映画監督
- ロベール・ニヴェル - 軍人
- リュシアン・ボスートロ - 航空機パイロット
- ローラン・コシールニー - サッカー選手